# Кашина Боскароло (Новара)
Кашина Боскароло је насеље у Италији у округу Новара, региону Пијемонт.
Према процени из 2011. у насељу је живело 60 становника. Насеље се налази на надморској висини од 269 м.